# Chimaira
Chimaira ([kaɪˈmɪərə]) — американская грув-метал группа из Кливленда, Огайо, существовавшая с 1998 по 2014 год. Являлась представителем Новой волны американского хеви-метала. Музыкальный стиль группы сочетает грув-метал с элементами металкора. Название группы взято из греческого написания слова «химера» (Χίμαιρα), видоизменив английское написание (Chimera).

## История

### Формирование,This Present DarknessиPass out of Existence(1998—2003
Изначально в состав группы входили вокалист Марк Хантер, лид-гитарист Роб Арнольд, ритм-гитарист Джейсон Хейджер, басист Джим ЛаМарка, барабанщик Эндолс Херрик и клавишник Крис Спикузза. Их демоальбом был положительно встречен публикой и довольно часто проигрывался по местным радиостанциям.
В 2000 году группа записала свой первый EP This Present Darkness. Благодаря успеху EP музыканты заключили контракт с Roadrunner Records и выпустили в 2001 году свой дебютный альбом Pass out of Existence. Вскоре после окончания турне в поддержку альбома Джейсон Хэйджер ушёл из Chimaira, чтобы заняться своей семейной жизнью. Мэтт ДеВрис из группы Ascension стал новым ритм-гитаристом.

### The Impossibility of ReasonиResurrection(2003—2007)
В 2002 году музыканты начали записывать свой второй альбом The Impossibility of Reason. После выхода альбома в 2003 году ударник Эндолс Херрик покинул группу. Он был недоволен постоянными концертами и связанными с ними переездами и решил поступить в колледж, чтобы получить музыкальное образование. Его заменил швед Рики Ивенсенд, но проблемы с визой и собственный вспыльчивый характер не позволили скандинаву надолго остаться в Chimaira. По совету гитариста группы Slayer Кэрри Кинга Хантер договорился с опытным ударником Кевином Тэлли, который ранее играл в группах Dying Fetus и Misery Index. Закончив турне, музыканты приступили к записи нового альбома.
В 2005 году группа выпустила альбом Chimaira. Помимо тура Sounds of the Underground музыканты также приняли участие в записи юбилейного сборника Roadrunner Records The All-Star Sessions. Эндолс Херрик также участвовал в этом проекте и принял решение вернуться в группу. Расставание с Тэлли прошло безболезненно, так как ударник к этому моменту получил целый ряд приглашений от других коллективов (The Red Chord, Misery Index, Dååth). В 2007 году музыканты выпустили альбом Resurrection, который не разочаровал старых фанатов.

### The InfectionиComing Alive(2008—2010)
Продюсером пятого альбома Chimaira выступил Бэн Шигель, также работавший над альбомами The Impossibility of Reason и Chimaira. Над сведением работал некто Zeuss (Hatebreed, Shadows Fall). Дата релиза назначена на 21 апреля 2009. 9 января 2009 года было объявлено, что альбом полностью готов и отправлен на лейбл для прослушивания продюсерами. Пластинка была издана в феврале 2009 и группа отправилась в мировое турне в поддержку альбома. В альбоме присутствует композиция в которой нет вокала, а сама она звучит в духе классических баллад Metallica — The Heart Of It All. Быстрая и мощная, местами разбавленная партиями чистых гитар. С большим количеством солирующих партий Rob Arnold.
30 декабря 2009 года группа выступила в с концертом с названием Chimaira Chrismas в Кливланде, штат Огайо. Концерт был записан и издан в виде трёх дискового сета под названием Coming Alive, на котором был отдельный DVD диск, посвящённый записи альбома The Infection и мирового тура группы. В записи и монтаже концерта принимал участие Ben Schigel — продюсирование и микширование альбома и John "Big" Winter в качестве звукоинженера.

### The Age of Hellи распад группы (2011—2014)
4 сентября 2014 года вокалист Марк Хантер объявил о роспуске группы после 15 лет совместной работы. Соответствующее объявление было размещено на главной странице официального сайта.

## Студийные альбомы
- Pass out of Existence (2001)
- The Impossibility of Reason (2003)
- Chimaira (2005)
- Resurrection (2007)
- The Infection (2009)
- Coming Alive (концертный альбом) (2010)
- The Age Of Hell (2011)
- Crown Of Phantoms (2013)

## Прочие альбомы
- 1999 — This Present Darkness (EP)
- 2004 — This Present Darkness (переиздание)
- 2004 — Reasoning the Impossible (специальное 2-дисковое издание)
- 2005 — Chimaira Black Box (специальное 2-дисковое издание)

## Видеография
- 2003 — SP Lit
- 2004 — Down Again
- 2004 — Pure Hatred
- 2004 — Power Trip
- 2005 — Nothing Remains
- 2005 — Save Ourselves
- 2007 — Resurrection
- 2009 — Destroy and Dominate
- 2010 — Coming Alive DVD (2DVD+1CD)

## Саундтреки к фильмам
- Фредди против Джейсона — «Army of Me»
- Пила: Игра на выживание — «Eyes of a Criminal»
- Мастера ужасов II — «Threnody»
- Обитель зла 3 — «Paralyzed»
- Пила 6 — «Warpath»

## Состав

### Текущий состав
- Марк Хантер — вокал (1998—2014, 2017, 2023 — настоящее время)
- Джим Ламарка — бас-гитара (2000—2010, 2017, 2023 — настоящее время)
- Роб Арнольд — гитара (1998—2011, 2017, 2023 — настоящее время)
- Крис Спикузза — клавишные, бэк-вокал (2000—2011,2017, 2023 — настоящее время)
- Мэтт Девриз — гитара (2001—2011, 2017, 2023 — настоящее время)
- Остин Д’Амонд — ударные (2011—2014, 2017, 2023 — настоящее время)

### Бывшие участники
- Джейсон Хэйгар — гитара (1998—2001)
- Рики Эвенсенд — ударные (2003—2004)
- Кевин Телли — ударные (2004—2006)
- Роб Лесниак — бас-гитара (1999—2000)
- Эндрю Эрмлик — бас-гитара (1998—1999)
- Джейсон Дженаро — ударные (1998)
- Эндолс Хэррик — ударные (1999—2003, 2006—2011, 2017)
- Эмиль Верстлер — гитара (2009—2014)
- Мэтт Щлачта — гитара (2012—2014)
- Джереми Кример — бас-гитара (2012—2014)
- Шон Заторски — клавишные, бэк-вокал (2011—2014)

Временная шкала